# Гладкая шпорцевая лягушка
Гладкая шпорцевая лягушка, или (по-местному), платанна (лат. Xenopus laevis) — вид южноафриканской водной лягушки рода шпорцевые лягушки.

## Ареал
Вид обитает только в Африке (от Кении и Анголы, до Кейптауна), но интродуцирован в Северной Америке, Южной Америке и Европе.

## Описание
Длина до 12-13 см, голова и тело плоские. Тело гладкое, выглядит слегка надутым. Языка у земноводного нет. На задних лапах имеются коготки, которые располагаются на трёх внутренних пальцах.

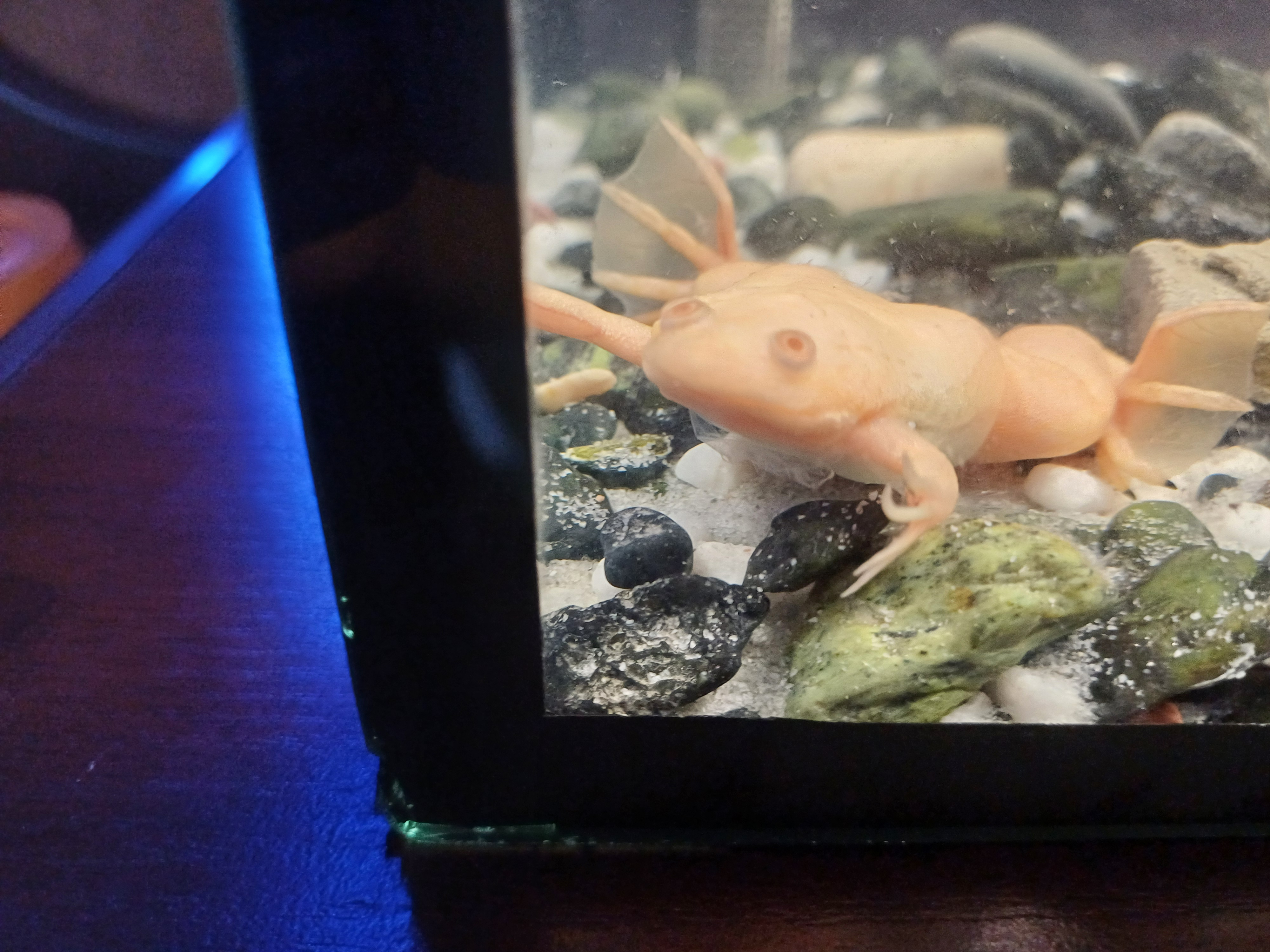
Так же линька

## Питание
Лягушка ест добычу только в воде, пропихивая её в глотку передними лапами. Из-за отсутствия языка крупная добыча поглощается с трудом. Шпорцевые лягушки практикуют каннибализм: часто они съедают своих меньших по размеру сородичей, используя задние когти, чтобы выпотрошить их и съесть.

## Образ жизни
Это исключительно водные животные. Лягушки часто плавают на поверхности, вытянув задние ноги. Они пугливы и осторожны, подобраться к ним трудно.

## Размножение
Половозрелость ранняя, в возрасте 10 месяцев. Плодовитость — 10-15 тысяч икринок на каждую самку в сезон. Развитие яиц быстрое — 48 часов.

## Модельный объект в биологии развития
Хотя X. laevis имеет достаточно длинный период развития, данный вид широко используется как модельный объект в биологии развития. X. laevis требуется от одного до двух лет для достижения половой зрелости. Как и большинство представителей своего рода, X. laevis — тетраплоид. Простота манипуляций с эмбрионами амфибий сделала их важным объектом эмбриологии и биологии развития. Опубликованы данные об изменениях синтеза 4000 ключевых белков в процессе раннего развития X. laevis, которые помогут понять ключевые процессы эмбриогенеза.
Родственный диплоидный вид Xenopus tropicalis является наиболее подходящим организмом для генетических исследований.

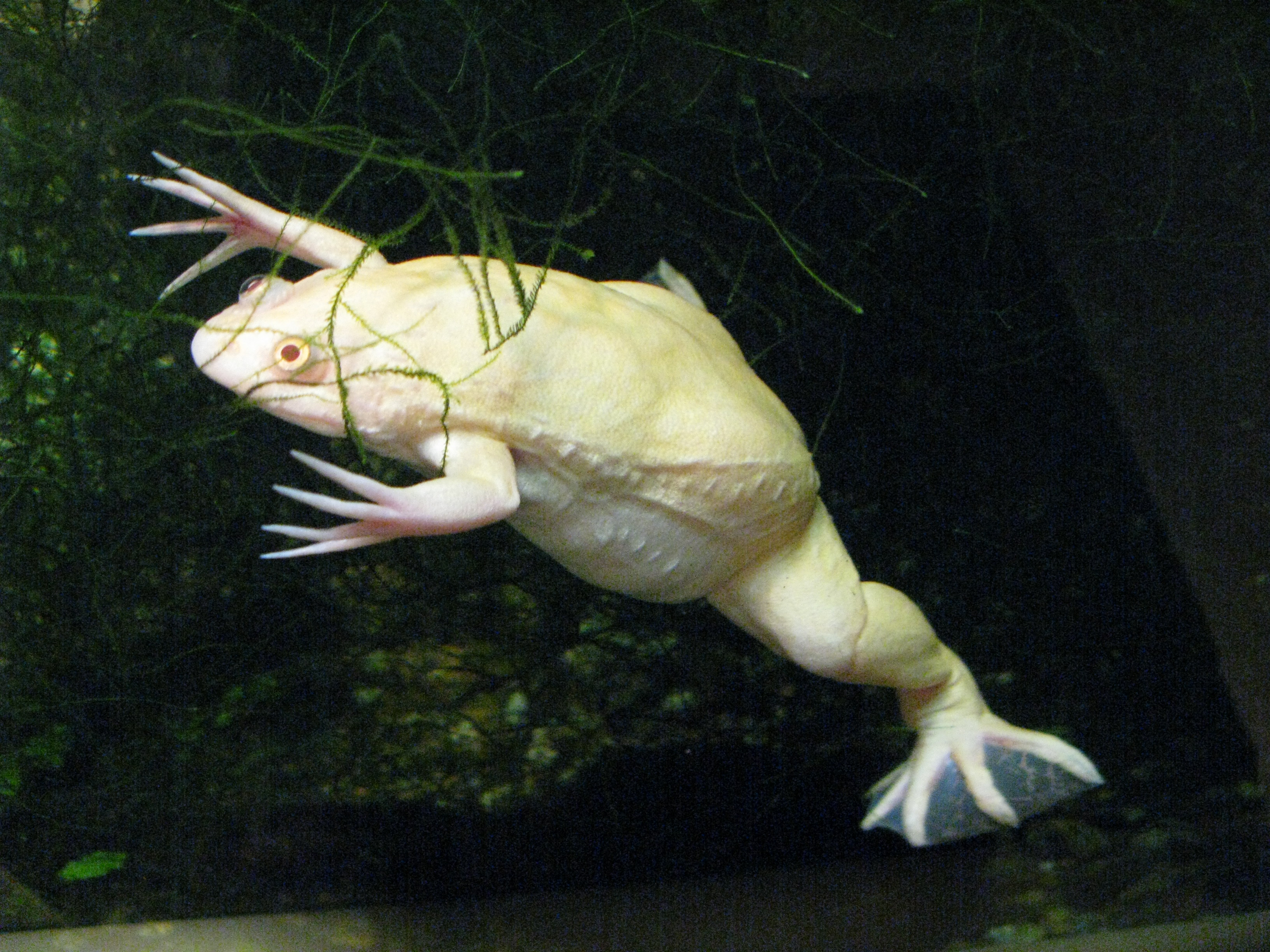
Xenopus laevis, альбинос

Роджер Сперри использовал X. laevis для своих знаменитых экспериментов по развитию зрительной системы, которые привели ученых к формулировке хемоаффинной гипотезы.
Ооцит шпорцевой лягушки — удобная система для экспрессии генов в молекулярной биологии. Введение ДНК или мРНК в ооцит или развивающийся зародыш позволяет исследователям изучить их белковые продукты. Также этот объект используется в электрофизиологии для изучения мембранных белков ооцита.
При введении антисмысловых морфолиновых олигонуклеотидов в ооцит или ранний эмбрион можно заблокировать трансляцию белков или изменить характер сплайсинга пре-мРНК.